# Jakten på Skattkammarön
Jakten på Skattkammarön (originaltitel: どうぶつ宝島, Dōbutsu Takarajima) är en japansk tecknad äventyrsfilm från 1971 i regi av Hiroshi Ikeda. Den är fritt baserad på Robert Louis Stevensons roman Skattkammarön.

## Handling
Den unge pojken Jim som arbetar som assistent på ett värdshus och hans vän Gran hittar en dag en skattkarta som har gömts i en kista. Den skattkartan har nedtecknats av den ökända kaptenen Flint om en ö där det ska finnas en skatt gömd.
De bestämmer sig för att ge sig ut på ett stort äventyr i Jims hemmagjorda båt och råkar få med sig värdshusvärdens lille pojke på den långa resan för att finna ön men blir så småningom tillfångatagna av kapten Long John Silver och hans piratbesättning. 
Silver och hans besättning tar med Jim och Gran till "Piratön" en piratbebodd ö där de ska säljas till slavhandlare. Jim och Gran slängs in i en fängelsecell där Jim träffar den jämnåriga tuffa flickan Kathy som han börjar lära känna. De lyckas fly ut ur fängelsecellen och tillsammans på nytt försöker de att finna skattkammarön som de äntligen gör efter alla omständigheter och hinder som kommer i deras väg och lyckas också så småningom skaka av och undkomma förföljarna.